# 2009 у футболі
Нижче наведені футбольні події 2009 року у всьому світі.

## Події
- Відбувся восьмий Кубок конфедерацій, перемогу на якому здобула збірна Бразилії.

## Національні чемпіони
- Англія: Манчестер Юнайтед
- Аргентина
  - Клаусура: Велес Сарсфілд
  - Апертура: Атлетіко Банфілд
- Бразилія: Фламенго
- Данія: Копенгаген
- Італія: Інтернаціонале
- Іспанія: Барселона
- Нідерланди: АЗ
- Німеччина: Вольфсбург
- Парагвай 
  - Апертура: Серро Портеньйо
  - Клаусура: Насьйональ (Асунсьйон)
- Португалія: Порту
- Росія: Рубін
- Україна: Динамо (Київ)
- Уругвай: Насьйональ (Монтевідео)
- Франція: Бордо
- Хорватія: Динамо (Загреб)
- Швеція: АІК
- Шотландія: Рейнджерс